# ホワイトハウス狂騒曲
『ホワイトハウス狂騒曲』（ホワイトハウスきょうそうきょく、原題：The Distinguished Gentleman）は、1992年公開のアメリカのコメディ映画。
パラマウント映画作品以外の配給会社製作作品でのエディ・マーフィの出演は本作が初めてとなる。日本では今作からブエナ・ビスタ(現:ディズニー)での映画の配給を再開した。
劇場公開邦題およびVHS化・LD化・最初にDVD化された際の邦題は『エディ・マーフィのホワイトハウス狂騒曲』だったが、DVD再販時に『ホワイトハウス狂騒曲』に改題された。

## ストーリー
ジョンソンは、口八丁の詐欺師。今日も下院議員のパーティーに紛れ込み一稼ぎを狙う。まんまと金をせしめるも、議員たちの内々の会話を聞いて、政治家の方がもっとボロ儲けできることに気付く。そんな中、その下院議員が数日後に死亡。彼とジョンソンの名前はほとんど違わない。議員が死んだことなんか選挙民はろくに知らないと考え、あたかも現職議員かのように振る舞い議員に当選する。ジョンソンは詐欺仲間のロレッタたちとワシントンD.C.に乗り込み、早速議員としての活動を始める。ジョンソンは大物議員のドッジに取り入り、彼が委員長を務め「委員会の中で最も金が稼げる」と言われる電力産業委員会の委員に任命してもらう。委員になったジョンソンは、ロビイストたちからの多額の献金を受け大儲けするが、真面目に政治改革を求めるシリアや彼女の叔父・ホーキンス議員との出会いを経て、次第にドッジのやり方に疑問を抱くようになる。
そんな中、ジョンソンの事務所に癌を患った少女と母親が訪れる。少女は、小学校の上空を通る送電線の影響で多くの子供たちが病気になっていると訴え、送電線の撤去を求める。ジョンソンは同期の若手議員と共に改善を訴えるが、電力会社のアンダーソン社長と癒着しているドッジは問題を握り潰そうとする。ジョンソンはホーキンスに相談を持ち掛けるが、その夜、ジョンソンとホーキンスは自動車事故に巻き込まれる。ジョンソンはドッジに助けを求めるが、ドッジはこれを利用してホーキンスの無実のスキャンダルをマスコミにリークし、彼の信頼を失墜させようとする。これを知ったシリアに詰め寄られたジョンソンはドッジとの決別を宣言し、得意の詐欺の技術を駆使して環境保護庁やマスコミを動かし、委員会の開催を実現させる。委員会の場で、ジョンソンはドッジとアンダーソンの癒着を隠し撮りしたビデオを公開し、ドッジは汚職の罪で逮捕される。しかし、ドッジがジョンソンが詐欺師であることを暴露したため、ジョンソンも議員を辞職することになる。シリアにこの後はどうするのかと聞かれたジョンソンは「顔が売れたせいで、詐欺師の商売はあがったりだ。でも有名人で嘘がうまいとなれば、やることはひとつさ」と答える。「議員は無理よ」と答えるシリアに「今度は大統領になる」とうそぶく。

## キャスト
| 役名                                 | 俳優                     | 日本語吹替                             | 日本語吹替 | 日本語吹替 |
| 役名                                 | 俳優                     | ソフト版                               | フジテレビ版 | テレビ朝日版 |
| ------------------------------------ | ------------------------ | -------------------------------------- | --- | --- |
| トーマス・ジェファーソン・ジョンソン | エディ・マーフィ         | 山寺宏一                               | 下條アトム | 山寺宏一 |
| ディック・ドッジ                     | レイン・スミス           | 小林修                                 | 池田勝 | 小林修 |
| ミス・ロレッタ                       | シェリル・リー・ラルフ   | 叶木翔子                               | 吉田理保子 | 小山茉美 |
| オラフ・アンダーソン                 | ジョー・ドン・ベイカー   | 辻親八                                 | 石田太郎 | 田中信夫 |
| シリア・カービー                     | ヴィクトリア・ローウェル | 鈴鹿千春                               | 水谷優子 | 岡本麻弥 |
| アーサー・ラインハート               | グラント・シャッド       | 松本保典                               | 大塚芳忠 | 島田敏 |
| テリー・コリガン                     | ケヴィン・マッカーシー   | 藤本譲                                 | 小林修 | 家弓家正 |
| イライジャ・ホーキンス               | チャールズ・S・ダットン  | 麦人                                   | 麦人 | 有本欽隆 |
| アーマンド                           | ヴィクター・リヴァース   | 星野充昭                               | 江原正士 | 中田和宏 |
| ホーマー                             | シャイ・マクブライド     | 荒川太朗                               | 安西正弘 | |
| ヴァン・ダイク                       | ソニー・ジム・ゲインズ   | 清川元夢                               | | |
| ジーク・ブリッジス                   | ノーブル・ウィリンガム   | 今西正男                               | 緒方賢一 | |
| ジェフ・ジョンソン                   | ジェームズ・ガーナー     | 麦人                                   | 阪脩 | 糸博 |
| その他                               |                          | 谷育子 小島幸子 松岡洋子 城山堅 山口健 | 石森達幸 京田尚子 村松康雄 田原アルノ 塚田正昭 若本規夫 佐藤しのぶ 秋元羊介 竹口安芸子 定岡小百合 堀越真己 磯辺万沙子 高田由美 中博史 | 宝亀克寿 佐々木敏 京田尚子 天田益男 松谷彼哉 大川透 秋元千賀子 竹村叔子 川上とも子 久保田民絵 村治学 咲野俊介 水原リン 楠見尚己 |

- ソフト版：VHS・DVD収録
- フジテレビ版：初回放送1995年12月9日『ゴールデン洋画劇場』
- テレビ朝日版：初回放送2000年8月6日『日曜洋画劇場』